# Queijo amarelo da Beira Baixa

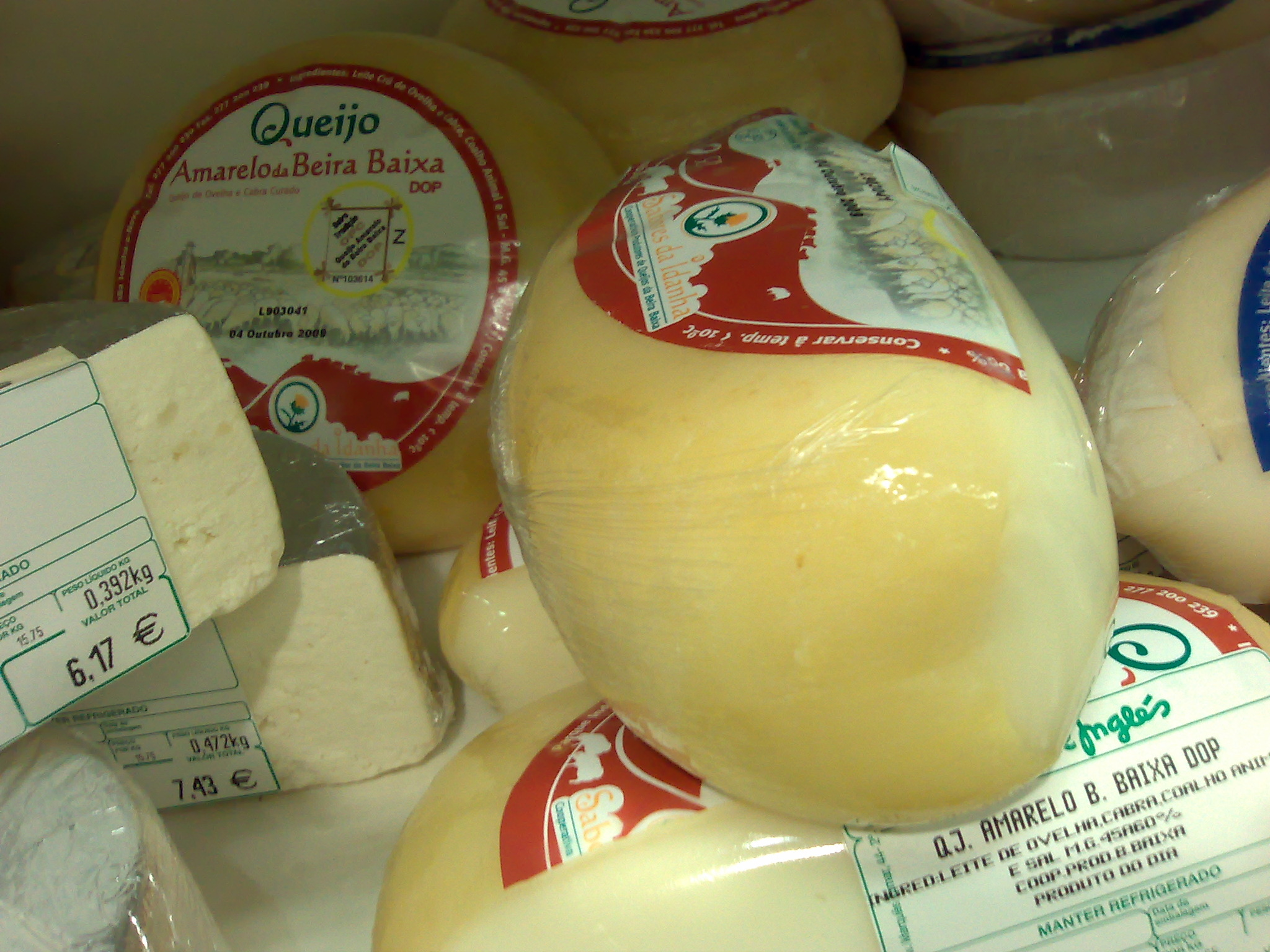
Queijo amarelo da Beira Baixa.

El Queijo Amarelo da Beira Baixa, a veces conocido también como Amarelo, es un queso portugués con denominación de origen protegida a nivel europeo como uno de los quesos de la Beira Baixa.
Se trata de un queso de leche no pasteurizada de oveja procedente de una región de las montañas del centro de Portugal y el límite con España, en Beira Baixa. 
La textura es semidura. La pasta tiene un color amarillento, con agujeros irregulares. Aroma muy marcado. Se trata de un queso curado, de sabor rústico y áspero, con un toque de sal marina, como mucha cocina portuguesa.